# Carolina Maria de Jesus
Carolina Maria de Jesus (Sacramento, Minas Gerais, 1914 - São Paulo, 1977), fue una poeta y cronista brasileña.
Carolina Maria de Jesús nació en Minas Gerais, en una comunidad rural donde sus padres eran pequeños agricultores. Hija ilegítima de un hombre casado, fue tratada como una paria durante toda su infancia, y su personalidad agresiva empeoró los momentos difíciles por los que pasó. A los siete años, la madre de Carolina la obligó a ir a la escuela cuando un rico hacendado decidió pagarles los estudios a ella y otros niños pobres del barrio. Carolina dejó de asistir a la escuela en el segundo año, pero aprendió a leer y escribir.
La madre de Carolina tenía dos hijos ilegítimos, lo que causó su expulsión de la Iglesia Católica cuando era joven. Sin embargo, fue una católica devota durante toda su vida aunque nunca fue aceptada de nuevo en esa comunidad. En su diario, Carolina hace muchas veces referencias a la religión.
La tirada inicial de diez mil ejemplares se agotó en una semana (según la Wikipedia en inglés, fueron treinta mil copias vendidas en los primeros tres días). Aunque escrito con el lenguaje simple y poco elegante de una persona sin muchos estudios, su diario se tradujo a trece idiomas y se convirtió en superventas en Estados Unidos y en Europa.  Pero no fueron solamente fama y publicidad lo que Carolina consiguió con la publicación de sus diarios: también el desprecio y la hostilidad de sus vecinos. “Escribiste cosas malas de mí, lo tuyo es peor que lo mío”, gritó un vecino borracho. Decían que era una prostituta negra que se había hecho rica escribiendo sobre la favela y que se negaba a compartir el dinero. La rabia de los vecinos se vería motivada también por el cambio de domicilio de Carolina a una casa de ladrillo en el extrarradio. Esto fue posible gracias a las ganancias iniciales de la publicación de su diario. Los vecinos la rodearon y no la dejaban marchar.
La hija de Carolina, Vera, contó en una entrevista que su madre aspiraba a convertirse en cantante y actriz.
Pobre y olvidada, Carolina María de Jesús murió en 1977, de insuficiencia respiratoria, a los 62 años.

## Vida
Gracias a la filantropía de la dueña de la parcela de tierra que trabajaba Carolina junto a su familia, pudo asistir a la escuela hasta los siete años. Esto era muy extraño para la década de 1920 en Brasil, donde las niñas pobres de color que vivían en zonas rurales no recibían educación alguna.
Más tardé se mudó y trabajó como sirvienta, empleo que perdió al quedar embarazada del primero de sus tres hijos. Vivió gran parte de su vida en una favela (barrio marginal) de São Paulo, donde recogía cartones y otros desechos, que vendía para subsistir.

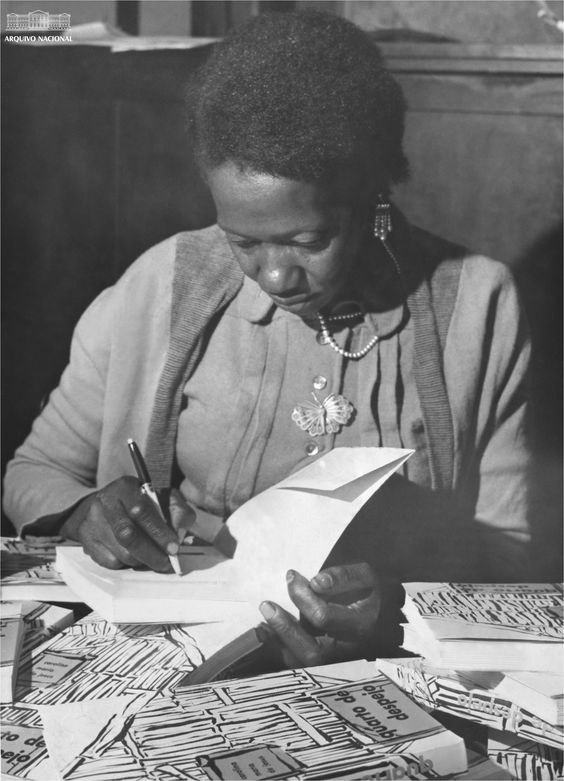
Carolina Maria de Jesus firmando su libro, 1960.

Su madre murió en 1937 y ella se vio obligada a emigrar a la metrópolis de São Paulo. Carolina construyó su propia casa usando madera, hojalata, cartones y cualquier otra cosa que encontró. Salía todas las noche a recoger papel para conseguir dinero para mantener a su familia. Cuando encontraba revistas y cuadernos antiguos los guardaba para escribir en sus hojas. Empezó a escribir su diario sobre el día a día de su vida en la favela. Esto enfadaba a sus vecinos, que no sabían leer y se sentían incómodos al verla siempre escribiendo, y además escribiendo sobre ellos.
Tuvo varias relaciones amorosas cuando era joven pero siempre se negó a casarse porque había presenciado muchos casos de violencia doméstica. Prefirió permanecer soltera. Sus tres hijos eran de padres diferentes, y uno de ellos era de un hombre rico y blanco. En su diario, detalla el día a día de sus habitantes de la favela y describe sin rodeos los hechos políticos y sociales que presenciaba. Escribe cómo la pobreza y la desesperación pueden llevar a las personas buenas a traicionar sus principios con tal de conseguir alimento para sus familias.
El diario de Carolina María de Jesús se publicó en agosto de 1960. La descubrió el periodista Audálio Dantas,  en abril de 1958. Dantas cubría la inauguración de un pequeño parque municipal. Inmediatamente después de la ceremonia, un grupo de indigentes llegó reivindicando la zona, persiguiendo a los niños. Dantas vio a Carolina de pie, cerca del lugar, gritando “iros o apareceréis en mi libro”. Los intrusos se fueron. Dantas le preguntó qué quería decir con aquello. Ella se mostró tímida al principio, pero después le llevó a su chabola y allí le enseñó todo. Él le pidió una pequeña muestra y corrió con ella hasta el periódico. La historia de Carolina “electrizó la ciudad” y en 1960, se publicó Quarto de despejo.
Recibió el incentivo del periodista Audálio Dantas para escribir un diario, que luego fue publicado. Fue editado en 1960 con el título de Quarto de despejo. El libro se convirtió rápidamente en bestseller, realizándose numerosas ediciones en su país natal y en el extranjero. Publicó también Casa de alvenaria, en 1961, sin repetir el mismo éxito.

## Legado
La investigadora Raffaella Fernández aún trabaja en la organización del material inédito de Carolina de Jesus en 58 cuadernos que suman 5.000 páginas de texto. Son siete romances, 60 textos cortos y 100 poemas, además de cuatro obras de teatro y de 12 letras para marchas de Carnaval.
En 2014, como resultado del Projeto Vida por Escrito - Organização, classificação e preparação do inventário do arquivo de Carolina Maria de Jesus, contemplado con el Premio Funarte de Arte Negra, fue lanzado el Portal Biobibliográfico de Carolina Maria de Jesus (www.vidaporescrito.com) y, en 2015, fue publicado el libro Vida por Escrito - Guia do Acervo de Carolina Maria de Jesus, organizado por Sergio Barcellos. El proyecto mapeó todo el material de la escritora que se encuentra apoyado por distintas instituciones, entre ellas: Biblioteca Nacional, Instituto Moreira Salles, Museu Afro Brasil, Arquivo Público Municipal de Sacramento y Acervo de Escritores Mineiros (UFMG).

## Obra
- Quarto de Despejo (1960); publicada en español por la editorial de la Universidad de los Andes (Colombia) como Cuarto de desechos y otras obras (2019)[2]
- Casa de Alvenaria (1961); traducida al español en la edición antes citada[2]
- Pedaços de Fome (1963).[3]
- Provérbios (1963).[4]

## Obras Póstumas
- Diário de Bitita (1982)
- Meu Estranho Diário (1996)
- Antologia Pessoal (1996)
- Onde Estaes Felicidade (2014)[5]